# Ахангаран - Пунган
Ахангаран — Пунган — трубопровід в Узбекистані, споруджений для подачі газу до Ферганської долини в обхід території Таджикистану.
Розвиток масштабного видобутку газу в Узбекистан почався ще в радянський період, коли, зокрема, були освоєні такі гігантські родовища як Газлі чи Шуртан. Тоді ж створювалась й первісна конфігурація узбецької газотранспортної системи, яка через перебування під владою СРСР не враховувала адміністративні кордони, що після 1991-го стали міждержавними.  Після надбання незалежності в Узбекистані поступово реалізували ряд проектів, які дозволили вивести газопостачання окремих регіонів із залежності від взаємовідносин  з сусідами — Газлі – Нукус (постачання Каракалпакії), Шуртан – Шерабад (забезпечення Кашкадар'їнської області), Ахангаран — Пунган. Останній став до ладу в 2009-му та мав за мету забезпечити поставки блакитного палива до Ферганської долини в обхід Согдійської області Таджикистану, через яку пролягає газопровід Хаваст – Фергана.
Вихідною точкою нового ферганського трубопроводу став район Ахангарану (у 50 км на південний схід від столиці), через який пройшов газопровід Янгієр – Ташкент, що також споруджувався з метою уникнення транзитних ризиків. Від Ахангарану траса слідує у східному напрямку до Курамінського хребта, через який веде перевал Камчик висотою понад 2200 метрів, при цьому траса трубопроводу піднімається ще вище, до 2590 метрів. В Ферганській долині ресурс передають до трубопроводу Північний Сох – Наманган – Андижан. Довжина траси Ахангаран — Пунган складає 165 км, діаметр труб 1220 мм.
Для забезпечення перекачування блакитного палива по новому газопроводу у Сумського НВО ім. Фрунзе замовили комплект компресорного обладнання станції Ахангаран. Остання повинна забезпечувати транспортування газу у обсязі до 30 млн.м3 влітку та 24 млн.м3 зимою (втім, можна відзначити, що саме зима є піковим періодом споживання газу в Узбекистані).